# Bergallia huancayoensis
Bergallia huancayoensis är en insektsart som beskrevs av Rauno E. Linnavuori 1975. Bergallia huancayoensis ingår i släktet Bergallia och familjen dvärgstritar. Inga underarter finns listade i Catalogue of Life.